# Internazionali BNL d'Italia 2023
Internazionali BNL d'Italia 2023, známý jako Italian Open 2023 či Rome Masters 2023, byl profesionální tenisový turnaj mužského okruhu ATP Tour a ženského okruhu WTA Tour v areálu Foro Italico. Jubilejní osmdesátý ročník Rome Masters probíhal mezi 9. až 21. květnem 2023 v italské metropoli Římě na antukových dvorcích.
Vůči předchozím ročníkům doznal herní formát výrazných změn. Termín byl prodloužen do dvou kalendářních týdnů, po vzoru Indian Wells Masters a Miami Masters z téže kategorie, s dvoudenní kvalifikací a navazující dvanáctidenní hlavní soutěží. Startovní pole bylo rovněž po vzoru amerických turnajů rozšířeno na 96 singlistů a ženská čtyřhra dorovnala 32 páry soutěž mužského deblu. Mužský turnaj dotovaný 8 637 966 eury patřil do kategorie ATP Tour Masters 1000. Ženská událost s rozpočtem 3 572 618 eur náležela do kategorie WTA 1000. Nejvýše nasazenými singlisty se staly světové jedničky obhajující trofeje, Srb Novak Djoković a Polka Iga Świąteková. Jako poslední přímí účastníci do dvouher nastoupili brazilský 80. hráč žebříčku Thiago Monteiro a francouzská 70. tenistka světa Alizé Cornetová.
V důsledku invaze Ruska na Ukrajinu na konci února 2022 řídící organizace tenisu ATP, WTA a ITF s grandslamy rozhodly, že ruští a běloruští tenisté mohli dále na okruzích startovat, ale do odvolání nikoli pod vlajkami Ruska a Běloruska.
Jubilejní dvacátý singlový titul na okruhu ATP Tour vybojoval 27letý Daniil Medveděv, který získal šestý Masters. Až při čtvrtém startu na Rome Masters vyhrál poprvé zápas. Jako první tenista otevřené éry získal prvních dvacet titulů ve dvaceti různých městech. Pátou trofej z dvouhry okruhu WTA Tour, a druhou v sérii WTA 1000, si odvezla 23letá Kazachstánka Jelena Rybakinová, které tři ze šesti soupeřek utkání skrečovaly. Poprvé v kariéře se posunula do elitní světové pětky, na 4. místo.  Mužskou čtyřhru ovládli Monačan Hugo Nys s Polákem Janem Zielińskim, znamenající pro ně druhou párovou trofej. Nys se stal historicky prvním monackým vítězem turnaje Masters. První společnou trofej z ženského debla si odvezly bývalá světová jednička Elise Mertensová z Belgie s Australankou Storm Hunterovou, která se poprvé posunula na 5. příčku deblové klasifikace.

## Rozdělení bodů a finančních odměn

### Rozdělení bodů
| Soutěž       | Soutěž       | vítězové | finalisté | semifinalisté | čtvrtfinalisté | 16 v kole | 32 v kole | 64 v kole | 96 v kole | Q  | Q2 | Q1 |
| ------------ | ------------ | -------- | --------- | ------------- | -------------- | --------- | --------- | --------- | --------- | -- | -- | -- |
| dvouhra mužů | [ 5 ] [ 14 ] | 1000     | 600       | 360           | 180            | 90        | 45        | 25        | 10        | 16 | 8  | 0  |
| čtyřhra mužů | [ 15 ]       | 1000     | 600       | 360           | 180            | 90        | 0         | —         | —         | —  | —  | —  |
| dvouhra žen  | [ 4 ] [ 16 ] | 1000     | 650       | 390           | 215            | 120       | 65        | 35        | 10        | 30 | 20 | 2  |
| čtyřhra žen  | [ 17 ]       | 1000     | 650       | 390           | 215            | 120       | 10        | —         | —         | —  | —  | —  |

### Finanční odměny
| Soutěž                                  | Soutěž       | vítězové    | finalisté | semifinalisté | čtvrtfinalisté | 16 v kole | 32 v kole | 64 v kole | 96 v kole | Q2      | Q1      |
| --------------------------------------- | ------------ | ----------- | --------- | ------------- | -------------- | --------- | --------- | --------- | --------- | ------- | ------- |
| dvouhra mužů                            | [ 5 ] [ 14 ] | 1 105 265 € | 580 000 € | 308 790 €     | 161 525 €      | 84 900 €  | 48 835 €  | 27 045 €  | 16 340 €  | 8 265 € | 4 510 € |
| dvouhra žen                             | [ 4 ] [ 16 ] | 521 754 €   | 272 200 € | 143 490 €     | 73 930 €       | 39 130 €  | 22 700 €  | 12 652 €  | 7 828 €   | 5 982 € | 3 110 € |
| čtyřhra mužů                            | [ 15 ]       | 382 420 €   | 202 850 € | 108 190 €     | 54 840 €       | 29 300 €  | 15 780 €  | —         | —         | —       | —       |
| čtyřhra žen                             | [ 17 ]       | 182 170 €   | 96 430 €  | 51 790 €      | 25 900 €       | 13 840 €  | 7 590 €   | —         | —         | —       | —       |
| ve čtyřhrách jsou částky uvedeny na pár |              |             |           |               |                |           |           |           |           |         |         |

## Dvouhra mužů

### Nasazení
| Stát                          | Hráč                        | ATP | Nasazení |
| ----------------------------- | --------------------------- | --- | -------- |
| Srbsko                        | Novak Djoković              | 1.  | 1.       |
| Španělsko                     | Carlos Alcaraz              | 2.  | 2.       |
|                               | Daniil Medveděv             | 3.  | 3.       |
| Norsko                        | Casper Ruud                 | 4.  | 4.       |
| Řecko                         | Stefanos Tsitsipas          | 5.  | 5.       |
|                               | Andrej Rubljov              | 6.  | 6.       |
| Dánsko                        | Holger Rune                 | 7.  | 7.       |
| Itálie                        | Jannik Sinner               | 8.  | 8.       |
| USA                           | Taylor Fritz                | 9.  | 9.       |
| Kanada                        | Félix Auger-Aliassime       | 10. | 10.      |
|                               | Karen Chačanov              | 11. | 11.      |
| USA                           | Frances Tiafoe              | 12. | 12.      |
| Spojené království            | Cameron Norrie              | 13. | 13.      |
| Polsko                        | Hubert Hurkacz              | 15. | 14.      |
| Chorvatsko                    | Borna Ćorić                 | 16. | 15.      |
| USA                           | Tommy Paul                  | 17. | 16.      |
| Austrálie                     | Alex de Minaur              | 18. | 17.      |
| Itálie                        | Lorenzo Musetti             | 19. | 18.      |
| Německo                       | Alexander Zverev            | 22. | 19.      |
| Spojené království            | Daniel Evans                | 24. | 20.      |
| Španělsko                     | Roberto Bautista Agut       | 25. | 21.      |
| USA                           | Sebastian Korda             | 29. | 22.      |
| Nizozemsko                    | Botic van de Zandschulp     | 30. | 23.      |
| Argentina                     | Francisco Cerúndolo         | 31. | 24.      |
| Japonsko                      | Jošihito Nišioka            | 32. | 25.      |
| Bulharsko                     | Grigor Dimitrov             | 33. | 26.      |
| Španělsko                     | Alejandro Davidovich Fokina | 34. | 27.      |
| USA                           | Ben Shelton                 | 35. | 28.      |
| Nizozemsko                    | Tallon Griekspoor           | 36. | 29.      |
| Srbsko                        | Miomir Kecmanović           | 37. | 30.      |
| Španělsko                     | Bernabé Zapata Miralles     | 38. | 31.      |
| Česko                         | Jiří Lehečka                | 39. | 32.      |
| Žebříček ATP k 8. květnu 2023 |                             |     |          |

### Jiné formy účasti

#### Divoké karty
- Matteo Arnaldi
- Fabio Fognini
- Luca Nardi
- Francesco Passaro
- Giulio Zeppieri

#### Žebříčková ochrana
- Jérémy Chardy
- Hugo Dellien
- Kyle Edmund
- Guido Pella

#### Kvalifikanti
Podrobnější informace naleznete v článkové sekci Kvalifikace.
- Daniel Altmaier
- Juan Manuel Cerúndolo
- Flavio Cobolli
- Arthur Fils
- Yannick Hanfmann
- Thanasi Kokkinakis
- Fábián Marozsán
- Pedro Martínez
- Alexandre Müller
- Stefano Napolitano
- Alexei Popyrin
- Roman Safiullin

#### Šťastní poražení
- Hugo Grenier
- Alexandr Ševčenko

### Odhlášení
- Matteo Berrettini → nahradil jej  Christopher O'Connell
- Benjamin Bonzi → nahradil jej  Filip Krajinović
- Jenson Brooksby → nahradil jej  Marco Cecchinato
- Pablo Carreño Busta → nahradil jej  Stan Wawrinka
- Marin Čilić → nahradil jej  Ugo Humbert
- Federico Coria → nahradil jej  David Goffin
- Jack Draper → nahradil jej  Jaume Munar
- Tallon Griekspoor → rnahradil jej  Alexandr Ševčenko
- Quentin Halys → nahradil jej  Hugo Grenier
- John Isner → nahradil jej  Cristian Garín
- Nick Kyrgios → nahradil jej  Thiago Monteiro
- Rafael Nadal → nahradil jej  Luca Van Assche
- Denis Shapovalov → nahradil jej  Jérémy Chardy
- Mikael Ymer → nahradil jej  Juan Pablo Varillas

## Mužská čtyřhra

### Nasazení
| Stát                                                                                   | Hráč              | Stát               | Hráč                   | ATP | Nasazení |
| -------------------------------------------------------------------------------------- | ----------------- | ------------------ | ---------------------- | --- | -------- |
| Nizozemsko                                                                             | Wesley Koolhof    | Spojené království | Neal Skupski           | 2.  | 1.       |
| USA                                                                                    | Rajeev Ram        | Spojené království | Joe Salisbury          | 9.  | 2.       |
| Chorvatsko                                                                             | Ivan Dodig        | USA                | Austin Krajicek        | 9.  | 3.       |
| Salvador                                                                               | Marcelo Arévalo   | Nizozemsko         | Jean-Julien Rojer      | 14. | 4.       |
| Chorvatsko                                                                             | Nikola Mektić     | Chorvatsko         | Mate Pavić             | 19. | 5.       |
| Spojené království                                                                     | Lloyd Glasspool   | Finsko             | Harri Heliövaara       | 24. | 6.       |
| Indie                                                                                  | Rohan Bopanna     | Austrálie          | Matthew Ebden          | 26. | 7.       |
| Mexiko                                                                                 | Santiago González | Francie            | Édouard Roger-Vasselin | 30. | 8..      |
| Žebříček ATP k 8. květnu 2023; číslo je součtem žebříčkového postavení obou členů páru |                   |                    |                        |     |          |

### Jiné formy účasti

#### Divoké karty
- Federico Arnaboldi /  Gianmarco Ferrari
- Lorenzo Musetti /  Giulio Zeppieri
- Andrea Pellegrino /  Andrea Vavassori

### Odhlášení
- Tallon Griekspoor /  Botic van de Zandschulp → nahradili je  Robin Haase /  Botic van de Zandschulp
- Nathaniel Lammons /  Jackson Withrow → nahradili je  Nathaniel Lammons /  John Peers
- Rafael Matos /  David Vega Hernández → nahradili je  Maxime Cressy /  David Vega Hernández

## Ženská dvouhra

### Nasazení
| Stát                          | Hráčka                   | WTA | Nasazení |
| ----------------------------- | ------------------------ | --- | -------- |
| Polsko                        | Iga Świąteková           | 1.  | 1.       |
|                               | Aryna Sabalenková        | 2.  | 2.       |
| USA                           | Jessica Pegulaová        | 3.  | 3.       |
| Tunisko                       | Ons Džabúrová            | 7.  | 4.       |
| Francie                       | Caroline Garciaová       | 4.  | 5.       |
| USA                           | Coco Gauffová            | 5.  | 6.       |
| Kazachstán                    | Jelena Rybakinová        | 6.  | 7.       |
|                               | Darja Kasatkinová        | 9.  | 8.       |
| Řecko                         | Maria Sakkariová         | 8.  | 9.       |
| Česko                         | Barbora Krejčíková       | 13. | 10.      |
|                               | Veronika Kuděrmetovová   | 12. | 11.      |
| Brazílie                      | Beatriz Haddad Maiová    | 15. | 12.      |
| Česko                         | Karolína Plíšková        | 14. | 13.      |
|                               | Viktoria Azarenková      | 17. | 14.      |
|                               | Jekatěrina Alexandrovová | 22. | 15.      |
|                               | Ljudmila Samsonovová     | 16. | 16.      |
| Polsko                        | Magda Linetteová         | 19. | 17.      |
| Itálie                        | Martina Trevisanová      | 18. | 18.      |
| USA                           | Madison Keysová          | 23. | 19.      |
| Chorvatsko                    | Donna Vekićová           | 24. | 20.      |
| Lotyšsko                      | Jeļena Ostapenková       | 20. | 21.      |
| Čína                          | Čeng Čchin-wen           | 21. | 22.      |
|                               | Anastasija Potapovová    | 25. | 23.      |
| Kanada                        | Bianca Andreescuová      | 31. | 24.      |
| Belgie                        | Elise Mertensová         | 26. | 25.      |
| Švýcarsko                     | Jil Teichmannová         | 58. | 26.      |
| Česko                         | Marie Bouzková           | 38. | 27.      |
| USA                           | Bernarda Peraová         | 32. | 28.      |
| Chorvatsko                    | Petra Martićová          | 28. | 29.      |
| Ukrajina                      | Anhelina Kalininová      | 47. | 30.      |
| Rumunsko                      | Irina-Camelia Beguová    | 27. | 31.      |
| Ukrajina                      | Marta Kosťuková          | 40. | 32.      |
| Žebříček WTA k 8. květnu 2023 |                          |     |          |

### Jiné formy účasti

#### Divoké karty
- Nuria Brancacciová
- Diletta Cherubiniová
- Sara Erraniová
- Matilde Paolettiová
- Lisa Pigatová
- Camilla Rosatellová
- Dalila Spiteriová
- Lucrezia Stefaniniová

#### Žebříčková ochrana
- Sofia Keninová
- Anastasija Pavljučenkovová
- Nadia Podoroská
- Barbora Strýcová
- Elina Svitolinová
- Markéta Vondroušová

#### Kvalifikantky
Podrobnější informace naleznete v článkové sekci Kvalifikace.
- Anna Bondárová
- Ysaline Bonaventureová
- Magdalena Fręchová
- Anna-Lena Friedsamová
- Nao Hibinová
- Dajana Jastremská
- Tereza Martincová
- Camila Osoriová
- Elena-Gabriela Ruseová
- Arantxa Rusová
- Viktorija Tomovová
- Taylor Townsendová

#### Šťastná poražená
- Kamilla Rachimovová

### Odhlášení
před zahájením turnaje
- Amanda Anisimovová → nahradila ji  Maryna Zanevská
- Belinda Bencicová → nahradila ji  Tatjana Mariová
- Danielle Collinsová → nahradila ji  Lesja Curenková
- Čang Šuaj → nahradila ji  Katie Volynetsová
- Ču Lin → nahradila ji   Kamilla Rachimovová
- Simona Halepová → nahradila ji  Anett Kontaveitová
- Petra Kvitová → nahradila ji  Lucia Bronzettiová
- Emma Raducanuová → nahradila ji  Danka Kovinićová
- Kateřina Siniaková → nahradila ji  Cristina Bucșová
- Ajla Tomljanovićová → nahradila ji  Alizé Cornetová
- Patricia Maria Țigová → nahradila ji  Nuria Párrizasová Díazová

## Ženská čtyřhra

### Nasazení
| Stát                                                                                    | Hráčka              | Stát       | Hráčka             | WTA | Nasazení |
| --------------------------------------------------------------------------------------- | ------------------- | ---------- | ------------------ | --- | -------- |
| USA                                                                                     | Coco Gauffová       | USA        | Jessica Pegulaová  | 7.  | 1.       |
| Ukrajina                                                                                | Ljudmyla Kičenoková | Lotyšsko   | Jeļena Ostapenková | 18. | 2.       |
| USA                                                                                     | Desirae Krawczyková | Nizozemsko | Demi Schuursová    | 21. | 3.       |
| Austrálie                                                                               | Storm Hunterová     | Belgie     | Elise Mertensová   | 28. | 4.       |
| Kanada                                                                                  | Gabriela Dabrowská  | Brazílie   | Luisa Stefaniová   | 32. | 5.       |
| Japonsko                                                                                | Šúko Aojamová       | Japonsko   | Ena Šibaharaová    | 40. | 6.       |
| USA                                                                                     | Asia Muhammadová    | Mexiko     | Giuliana Olmosová  | 40. | 7.       |
| Čína                                                                                    | Sü I-fan            | Čína       | Jang Čao-süan      | 42  | 8.       |
| Žebříček WTA k 8. květnu 2023; číslo je součtem žebříčkového postavení obou členek páru |                     |            |                    |     |          |

### Jiné formy účasti

#### Divoké karty
- Lucia Bronzettiová /  Elisabetta Cocciarettová
- Angelica Moratelliová /  Camilla Rosatellová
- Jasmine Paoliniová /  Martina Trevisanová

#### Žebříčková ochrana
- Marie Bouzková /  Bethanie Matteková-Sandsová
- Sie Šu-wej /  Barbora Strýcová
- Sofia Keninová /   Aljaksandra Sasnovičová

#### Náhradnice
- Darja Kasatkinová /  Julia Putincevová

### Odhlášení
- Leylah Fernandezová /  Taylor Townsendová → nahradily je Darja Kasatkinová /  Julia Putincevová

## Přehled finále

### Mužská dvouhra
- Daniil Medveděv vs.  Holger Rune, 7–5, 7–5

### Ženská dvouhra
- Jelena Rybakinová vs.  Anhelina Kalininová, 6–4, 1–0skreč

### Mužská čtyřhra
- Hugo Nys /  Jan Zieliński vs.   Robin Haase /  Botic van de Zandschulp, 7–5, 6–1

### Ženská čtyřhra
- Storm Hunterová /  Elise Mertensová vs.  Coco Gauffová /  Jessica Pegulaová, 6–4, 6–4